# Смоленская областная филармония
Смоленская областная филармония — областное учреждение культуры в Смоленске, одна из старейших филармоний России. Основана в 1939 году; с 1988 года размещается в здании бывшего дворянского собрания (ул. Глинки, 3), рядом с садом Блонье.

## Здание

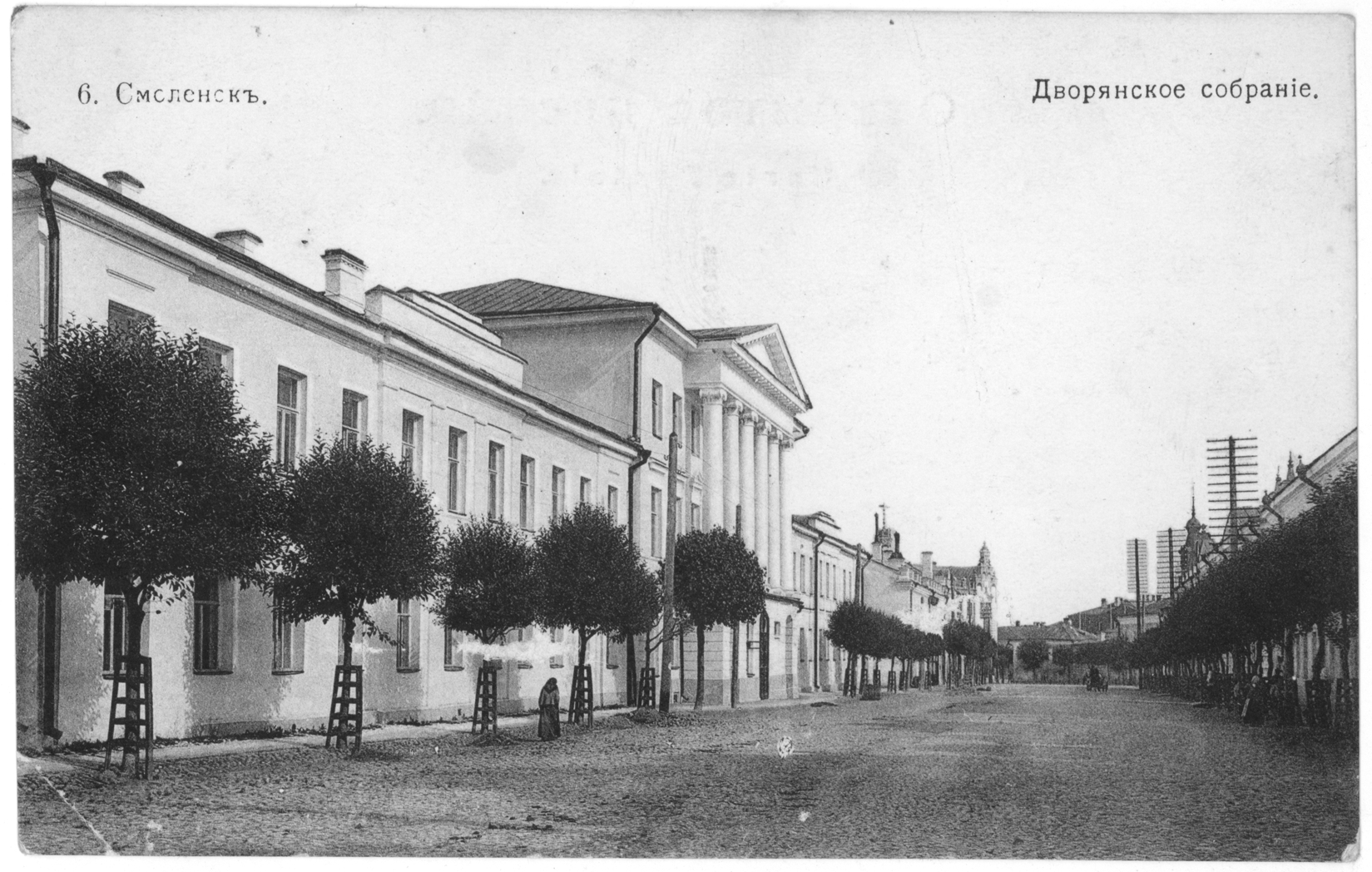
Дом дворянского собрания на открытке начала XX века

Дом дворянского собрания, который ныне занимает Смоленская областная филармония, был построен в 1825 году по проекту архитекторов М. Н. Слепнева и А. И. Мельникова. Вплоть до революции он оставался центром культурной жизни Смоленска. На втором этаже располагался большой зал с хорошей акустикой, где устраивались танцы и проводились концерты. В 1848 году здесь чествовали М. И. Глинку, на несколько месяцев приехавшего в Смоленск; в разные годы в зале выступали Ф. И. Шаляпин, С. В. Рахманинов, А. В. Нежданова, Л. В. Собинов, И. С. Козловский, Пабло Сарасате, Ян Кубелик и другие знаменитые музыканты. В 1899 году в зале, при содействии И. Е. Репина и М. К. Тенишевой, проходила XXVI выставка Товарищества передвижных художественных выставок, на которой было представлено 180 картин. Кроме того, здесь неоднократно выступали известные писатели и поэты: М. Горький, А. Т. Твардовский, М. В. Исаковский, Н. И. Рыленков, А. А. Сурков и другие. Исторический облик здания — памятника зрелого классицизма хорошо сохранился до наших дней.

## История

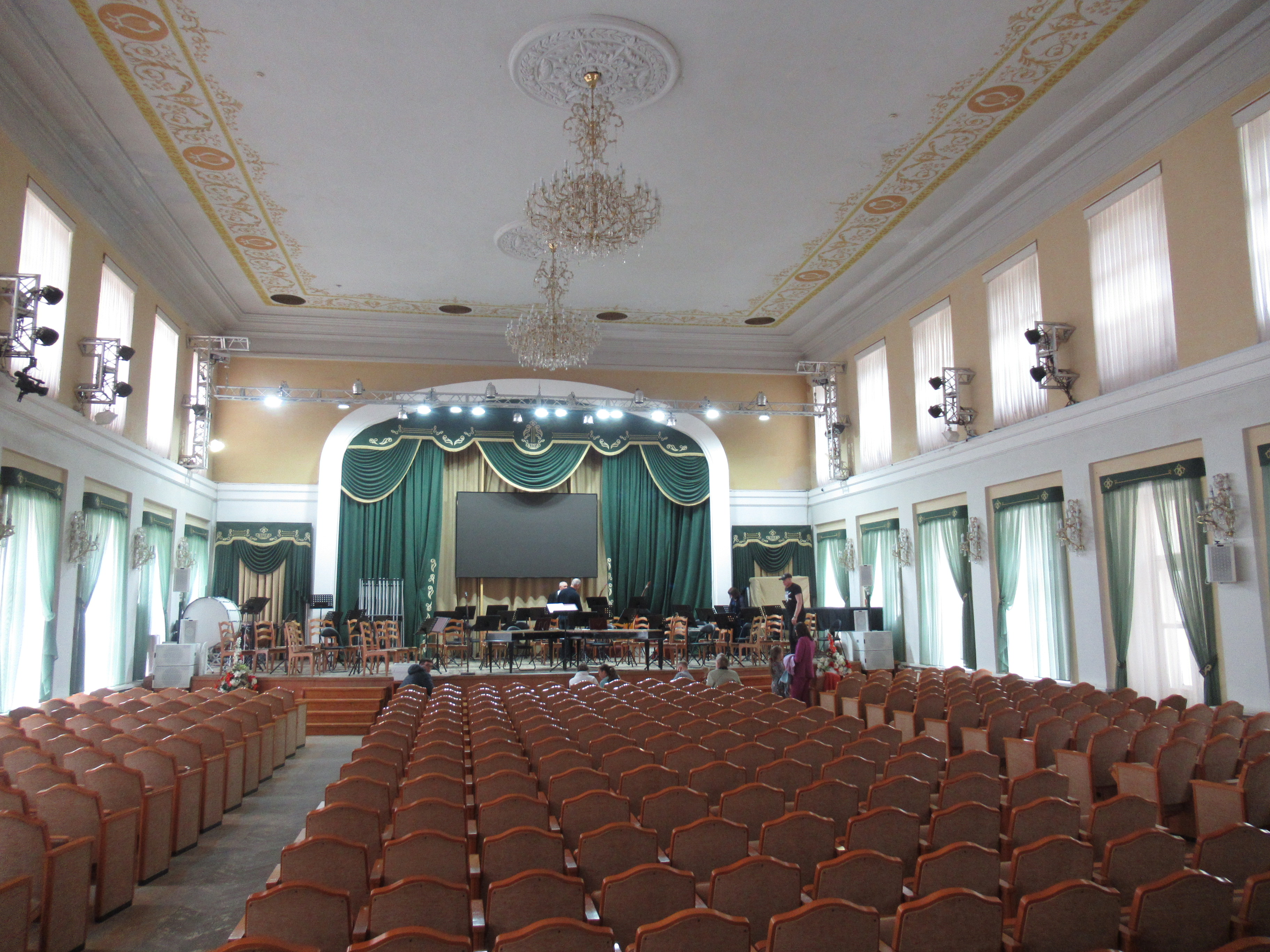
Зал филармонии

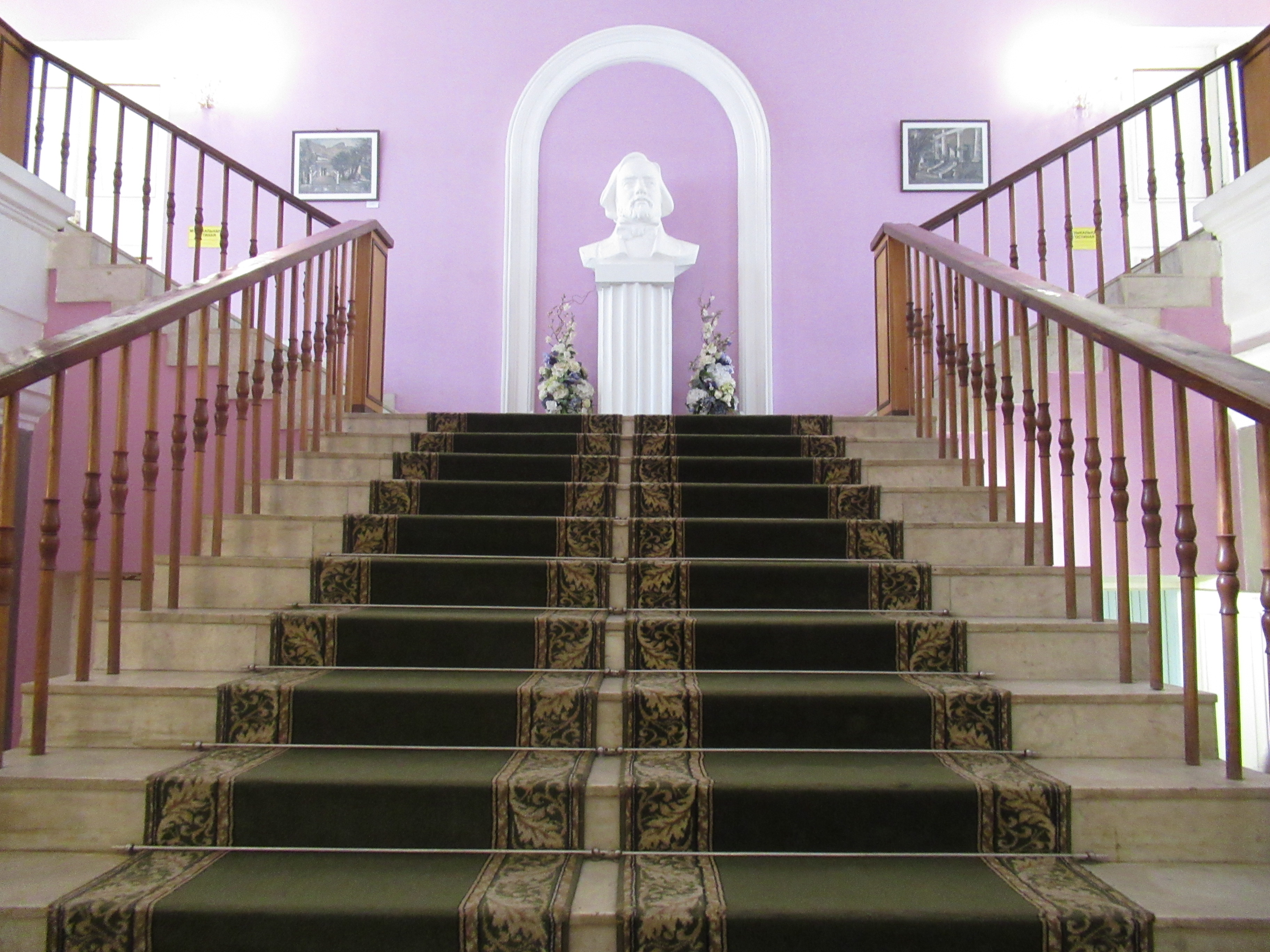
Интерьер с бюстом М.И. Глинки

Смоленская филармония основана в 1939 (по некоторым источникам — в 1937) году Постановлением Смолоблисполкома № 1087 от 16 мая. Одним из первых директоров был А. В. Вайнер; на протяжении двадцати лет во главе филармонии стоял И. И. Хацкевич.
При филармонии действовал Ансамбль русской народной песни и пляски, выступавший как в городе, так и в области. В 1941 году, в период Великой Отечественной войны, деятельность филармонии прервалась и возобновилась лишь в 1944 году. В советские годы артисты филармонии давали до 700 концертов в год.
Долгое время у филармонии не было собственного зала: для концертов каждый раз арендовались разные помещения. Это препятствовало в том числе и формированию полноценных музыкальных коллективов: так, в 1960-х годах состав филармонии ограничивался Смоленским русским хором и эстрадной бригадой из четырёх человек. Музыкальная общественность неоднократно выступала с инициативой передать филармонии здание бывшего Дворянского собрания, которое в то время занимал медицинский институт. В 1967 году эту инициативу поддержал Георгий Свиридов, выступив со статьёй в «Правде».
В 1986 году передача здания филармонии состоялась. В 1988 году, после реставрации, в нём открылся концертный зал имени М. И. Глинки на 400 мест.
В 2019 году, в год 80-летия филармонии, в зале был установлен двухмануальный электронный орган голландской фирмы «Content Mondri».

## Музыкальные коллективы и солисты
При филармонии существуют такие творческие коллективы, как Смоленский русский народный оркестр им. В. П. Дубровского (основан в 1988 году В. П. Дубровским), Смоленский камерный оркестр (основан в 1991 году Д. С. Русишвили), фольклорный ансамбль «Таусень», ансамбль народной песни «Славяне» и др. Здесь также сформировался и долгое время работал известный впоследствии эстрадный ансамбль «Золотое кольцо».
В числе вокалистов, в разные годы работавших в Смоленской филармонии, — заслуженные артисты России Валентина Пальвинская, Ирина Нецина, Галина Широкова, Людмила Янтарева, Юрий Афонов.
С 1989 по 1998 год в составе Смоленского русского народного оркестра работал балалаечник-виртуоз Алексей Архиповский.

## Деятельность
Смоленская областная филармония ведёт как собственно концертную, так и музыкально-просветительскую работу, организуя лектории, творческие вечера, выставки и другие мероприятия. Одно из основных направлений её деятельности — проведение ряда всероссийских и международных фестивалей и конкурсов.
Одним из наиболее значимых событий в культурной жизни города является ежегодный Всероссийский музыкальный фестиваль им. М. И. Глинки (известный также как «глинковская декада»), проводящийся с 1958 года и приуроченный к дню рождения композитора. Учредителями фестиваля являются Министерство культуры России, Департамент Смоленской области по культуре и Смоленская областная филармония.
В числе иных мероприятий, организуемых филармонией, — Международный фестиваль фортепианных дуэтов, фестиваль «Русская Масленица», Международный фестиваль-конкурс музыкального творчества детей и юношества «Гамаюн», всероссийский фестиваль «Композиторы России — детям», рождественский фестиваль, джазовый фестиваль, фестиваль «Баян и баянисты» и др.